# Siwakorn Sangwong
Siwakorn Sangwong (thailändisch ศิวกร แสงวงศ์, * 6. Februar 1997 in Bangkok), auch als Tosh bekannt, ist ein thailändischer Fußballspieler.

## Karriere

### Verein
Siwakorn Sangwong erlernte das Fußballspielen in der Jugend vom Erstligisten Bangkok Glass, dem heutigen BG Pathum United FC. Hier unterschrieb er 2015 auch seinen ersten Profivertrag. Die Saison 2019 wurde er mit BG Meister der Thai League 2 und stieg somit in die Thai League auf. Ab Januar 2020 wechselte er auf Leihbasis zum Erstligaabsteiger Chiangmai FC nach Chiangmai. Für den Zweitligisten absolvierte er zehn Zweitligaspiele. Nach Ende der Ausleihe wurde er direkt an den ebenfalls in der zweiten Liga spielenden Khon Kaen FC ausgeliehen. Für den Klub aus Khon Kaen absolvierte er 13 Zweitligaspiele. Nach der Ausleihe kehrte er zu BG zurück. Im Sommer 2021 unterschrieb er einen Vertrag beim  Erstligaabsteiger Rayong FC. Die Saison 2023/24 wurde er mit Rayong Tabellendritter und qualifizierte sich somit für die Aufstiegsspiele zur ersten Liga. Hier konnte man sich gegen den Nakhon Si United FC durchsetzen und stieg in die erste Liga auf. Nach insgesamt 98 Ligaspielen wurde sein Vertrag im Dezember 2024 nicht verlängert. Im gleichen Monat nahm ihn der Zweitligist Phrae United FC unter Vertrag.

### Nationalmannschaft
Von 2015 bis 2016 spielte Siwakorn Sangwong dreimal in der thailändischen U-19-Nationalmannschaft. 

## Erfolge
BG Pathum United FC
- Thailändischer Zweitligameister: 2019  ▲